# Isaak Lwowitsch Tatarow
Isaak Lwowitsch Tatarow (russisch Исаак Львович Татаров; * 1901 in Vilnius; † 1938 in Dudinka) war ein russischer Historiker.

## Leben
Tatarow wurde bereits 1917 im Komsomol aktiv, 1919 Mitglied der Kommunistischen Partei Russlands. 1922 bis 1924 studierte er in Moskau an der Kommunistischen Universität der Werktätigen Chinas. Ab 1926 war er bei der Istpart beschäftigt.
I. L. Tatarow wurde Mitglied der Gesellschaft der Marxistischen Historiker und von 1930 bis 1931 verantwortlicher Sekretär der Zeitschrift Istorik-Marksist. Beim Historischen Institut der Kommunistischen Akademie war er Sekretär der Sektion für Methodologie der Geschichtswissenschaft. 
Tatarow lehrte am Institut der Roten Professur und hielt Marxismuskurse beim Zentralkomitee der Kommunistischen Partei. Er veröffentlichte umfangreich zur Parteigeschichte und arbeitete an der zweiten und dritten Auflage der Lenin-Werke mit. Während der Stalinschen Säuberungen wurde er verfolgt und 1938 hingerichtet.